# هیدی بلومستد
هِیدی کریستینا بِلومِسْتِد ( به انگلیسی: Heidi Kristina Blomstedt) (زادهٔ ۲۰ ژوئن ۱۹۱۱ - هلسینکی، ۳ ژانویهٔ ۱۹۸۲) یک طراح فنلاندی بود. والدین او آهنگساز ژان سیبلیوس و آینو سیبلیوس بودند.

## پیشینه
او تحصیلات خود را در هلسینکی آغاز کرد و بعداً در مدرسه هنر آتنیوم ادامه تحصیل داد.
بِلومِسْتِد در سال ۱۹۳۲ در رشته سرامیک در مدرسه هنرها، طراحی و معماری دانشگاه آلتو فارغ‌التحصیل شد و به عنوان یک سرامیست آزاد و برای آرابیا (برند) مشغول به کار شد. او با اولیس بلومستد معمار فنلاندی ازدواج کرد و صاحب چهار فرزند شدند.